# Twe
Twe är en gud som associeras med Bosomtwesjön i Ghana i Västafrika. Han sägs besöka sjöns fiskare varje vecka.